# En annandag
En annandag är en dokumentärfilm av Gellert Tamas och Henrik Hjort om jordbävningen och den följande flodvågskatastrofen i Sydostasien den 26 december 2004. Filmen följer en svensk och en thailändsk familj under året som följer på katastrofen. En annandag premiärvisades i TV4 den 12 december 2005 och har sedan dess repriserats ett stort antal gånger.[källa behövs]